# Mécleuves
Mécleuves és un municipi francès, situat al departament del Mosel·la i a la regió del Gran Est. L'any 2007 tenia 1.156 habitants.

## Demografia

### Població
El 2007 la població de fet de Mécleuves era de 1.156 persones. Hi havia 426 famílies, de les quals 67 eren unipersonals (39 homes vivint sols i 28 dones vivint soles), 154 parelles sense fills, 189 parelles amb fills i 16 famílies monoparentals amb fills.
La població ha evolucionat segons el següent gràfic:
Habitants censats

### Habitatges
El 2007 hi havia 439 habitatges, 431 eren l'habitatge principal de la família, 1 era una segona residència i 7 estaven desocupats. 414 eren cases i 24 eren apartaments. Dels 431 habitatges principals, 391 estaven ocupats pels seus propietaris, 38 estaven llogats i ocupats pels llogaters i 2 estaven cedits a títol gratuït; 5 tenien una cambra, 4 en tenien dues, 13 en tenien tres, 66 en tenien quatre i 344 en tenien cinc o més. 321 habitatges disposaven pel capbaix d'una plaça de pàrquing. A 140 habitatges hi havia un automòbil i a 274 n'hi havia dos o més.

### Piràmide de població
La piràmide de població per edats i sexe el 2009 era:
| Homes | Edats   | Dones |
| ----- | ------- | ----- |
| 0     | 95 o +  | 4     |
| 0     | 90 a 94 | 4     |
| 0     | 85 a 89 | 0     |
| 5     | 80 a 84 | 0     |
| 1     | 75 a 79 | 9     |
| 4     | 70 a 74 | 6     |
| 26    | 65 a 69 | 25    |
| 29    | 60 a 64 | 21    |
| 51    | 55 a 59 | 39    |
| 52    | 50 a 54 | 65    |
| 38    | 45 a 49 | 36    |
| 46    | 40 a 44 | 40    |
| 57    | 35 a 39 | 55    |
| 29    | 30 a 34 | 25    |
| 12    | 25 a 29 | 19    |
| 41    | 20 a 24 | 26    |
| 51    | 15 a 19 | 69    |
| 32    | 10 a 14 | 39    |
| 31    | 5 a 9   | 36    |
| 13    | 0 a 4   | 15    |

## Economia
El 2007 la població en edat de treballar era de 824 persones, 573 eren actives i 251 eren inactives. De les 573 persones actives 546 estaven ocupades (280 homes i 266 dones) i 28 estaven aturades (12 homes i 16 dones). De les 251 persones inactives 125 estaven jubilades, 85 estaven estudiant i 41 estaven classificades com a «altres inactius».

### Ingressos
El 2009 a Mécleuves hi havia 441 unitats fiscals que integraven 1.194 persones, la mediana anual d'ingressos fiscals per persona era de 23.331 €.

### Activitats econòmiques
Dels 17 establiments que hi havia el 2007, 1 era d'una empresa de fabricació d'altres productes industrials, 7 d'empreses de construcció, 1 d'una empresa de comerç i reparació d'automòbils, 2 d'empreses de transport, 2 d'empreses financeres, 3 d'empreses de serveis i 1 d'una empresa classificada com a «altres activitats de serveis».
Dels 8 establiments de servei als particulars que hi havia el 2009, 4 eren guixaires pintors, 1 fusteria, 2 lampisteries i 1 saló de bellesa.
L'any 2000 a Mécleuves hi havia 6 explotacions agrícoles.

## Equipaments sanitaris i escolars
El 2009 hi havia 1 escola maternal integrada dins d'un grup escolar amb les comunes properes formant una escola dispersa i 1 escola elemental integrada dins d'un grup escolar amb les comunes properes formant una escola dispersa.

## Poblacions més properes
El següent diagrama mostra les poblacions més properes.